# Wärmegerät (Küchengerät)

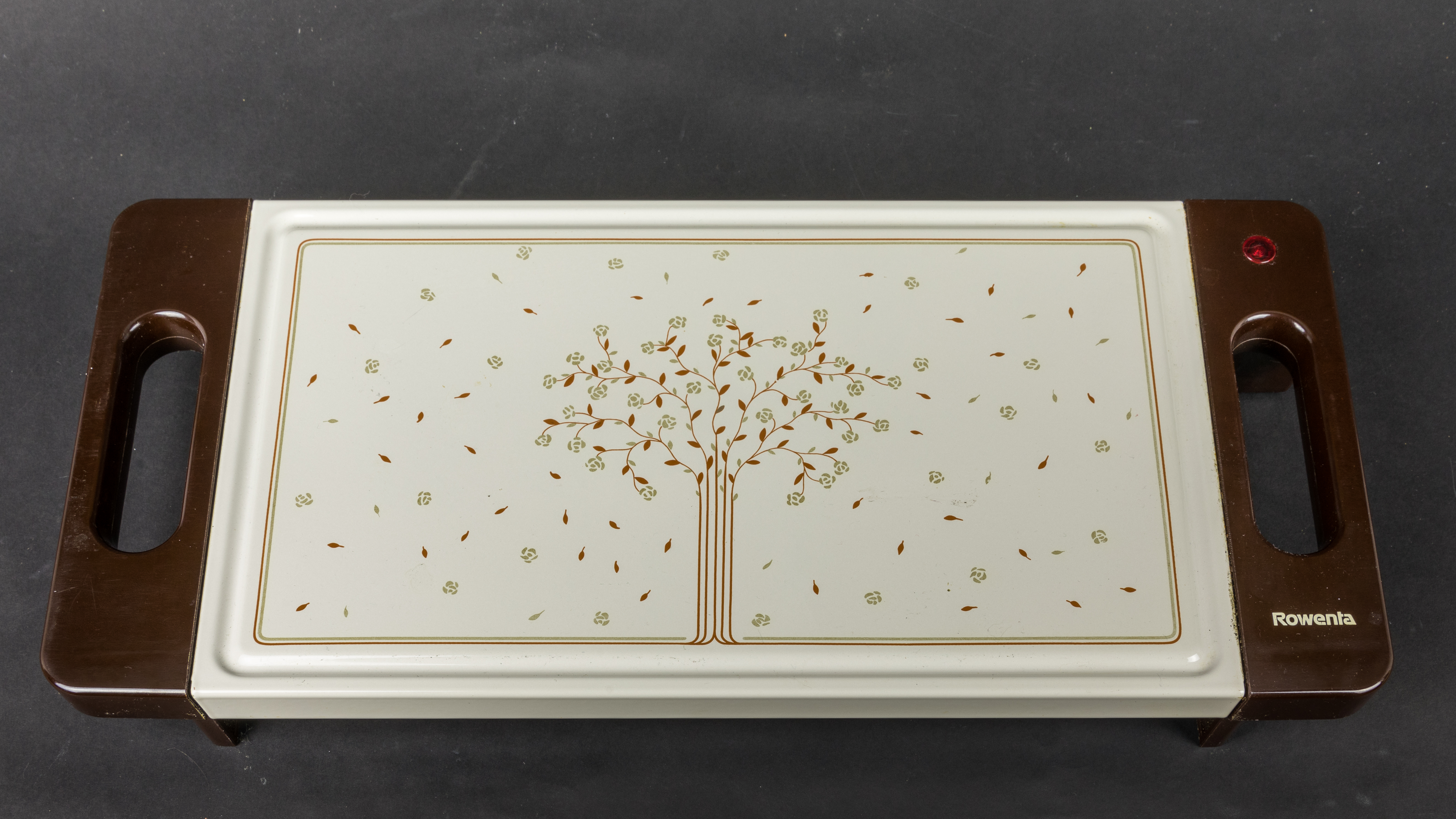
Warmhalteplatte von Rowenta für den Hausgebrauch

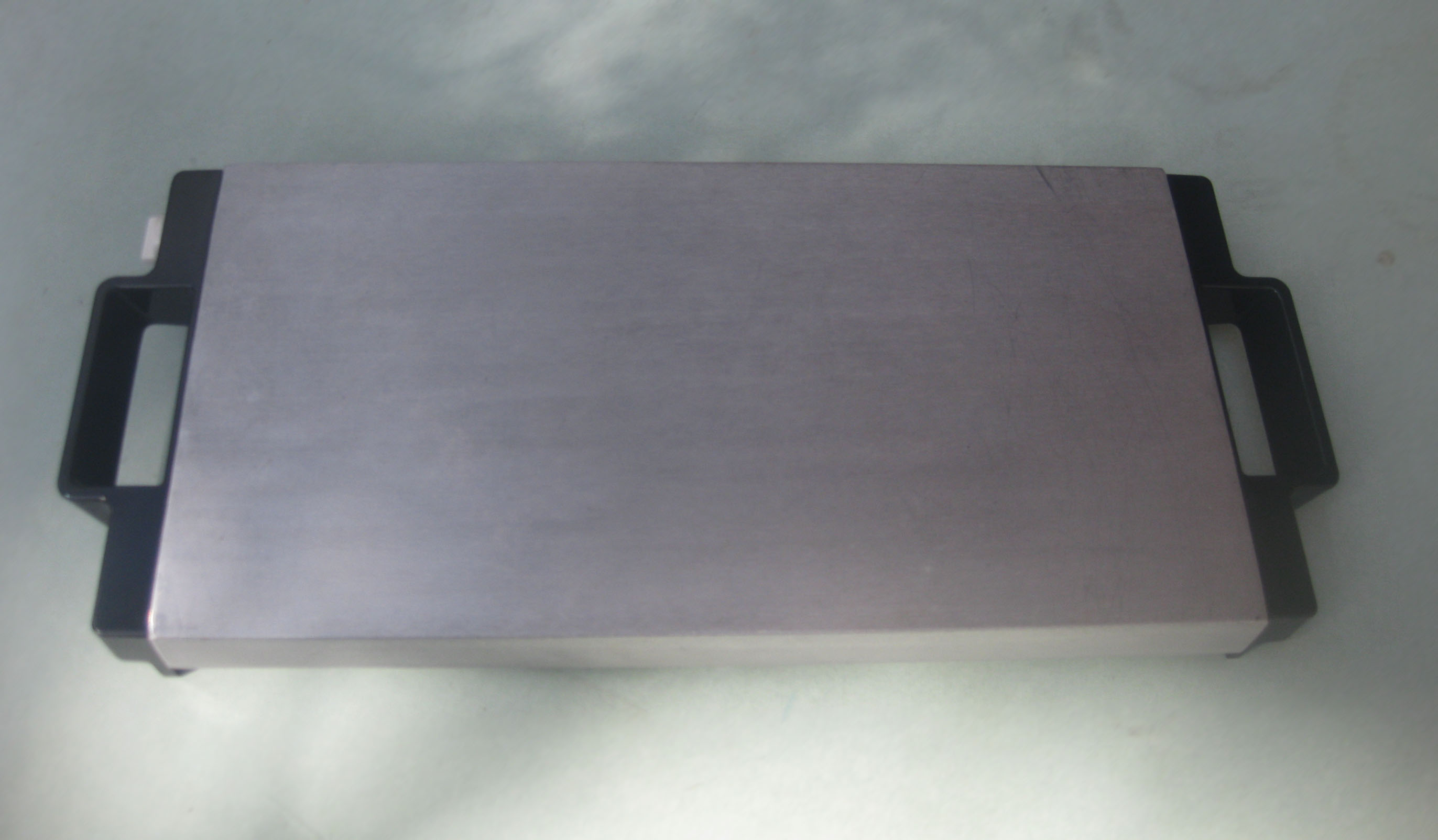
Eine gastronomische Warmhalteplatte mit Wärmespeicher

Als Wärmegerät (auch allgemein Rechaud, von Französisch réchaud) bezeichnet man unterschiedliche Geräte und Ausrüstungen in Küchen und dem Speisenangebot in gastronomischen Einrichtungen. Sie dienen der thermischen Bearbeitung von Lebensmitteln nach Abschluss der Zubereitung, um sie bis zum Verzehr zu temperieren bzw. zu wärmen. Im Alltag unterscheiden sie sich stark, je nach Anwendungsart, ‑ort und der Tradition der jeweiligen Anwender.
Man unterscheidet folgende Gruppen:
- Wärmebäder (z. B. Wasserbad, Bain Marie)
- Wärmetische
- Rechaud (z. B. Plattenrechaud)
- Wärmebrücke
- Speisenausgabegeräte

Ähnliche Funktionen haben auch Wärmgeräte, mit denen Essgeschirr angewärmt wird, z. B. Chafing-Dish. Ebenso werden Gargeräte wie unterschiedliche Kocher dafür auf niedrigen Temperaturstufen verwendet.